# Lacinipolia davena
Lacinipolia davena là một loài bướm đêm trong họ Noctuidae.
Loài bướm đêm này sinh sống ở Bắc Mỹ.
Số MONA hoặc Hodges cho Lacinipolia davena là 10407.